# حبيل العزبة (عبس)

تعديل مصدري - تعديل

حبيل العزبة هي إحدى قرى عزلة بني حسن بمديرية عبس التابعة لمحافظة حجة، بلغ تعداد سكانها 37 نسمة حسب تعداد اليمن لعام 2004.